# Listă de personalități din Timișoara
Aceasta este o listă alfabetică a personalităților născute în Timișoara.
Alte personalități al căror nume este legat de oraș sunt:
- Ioan Huniade (1387-1456), comite de Timiș, mai cunoscut ca Iancu de Hunedoara sau Ioan de Unedoara, a avut reședința în Cetatea Timișoarei, deținută de familia sa până în 1440; a construit Castelul Huniade, cel mai vechi monument istoric din oraș;
- Anton von Scudier (1818-1900), ofițer al armatei austro-ungare și comandant al cetății Timișoara;
- Josef Klapka (1786-1863), tipograf și editor; a înființat prima bibliotecă din Imperiul Austro-Ungar și a fost primar al Timișoarei;
- Carol Telbisz (1853-1914), primar al orașului pentru aproape 30 de ani, timp în care a modernizat complet Timișoara;
- Traian Lalescu (1882-1929), academician, matematician, profesor universitar, primul rector al Școlii Politehnice din Timișoara;
- Valeriu Alaci (1884-1955), matematician, profesor universitar la Universitatea Politehnica Timișoara;
- Ilie G. Murgulescu (1902-1991), chimist, fost rector al Universității Politehnice Timișoara, membru titular al Academiei Române;
- Louis Țurcanu (1919-1990), medic pediatru; spitalul de copii din oraș îi poartă numele;
- Berno Rupp (1935-2017), călugăr salvatorian, activist social;
- László Tőkés (n. 1952), fost paroh al Bisericii Reformate, a jucat un rol important în declanșarea Revoluției din 1989;
- Herta Müller (n. 1953), scriitoare, a studiat și debutat la Timișoara;

## A
- Ervin Acél (1935-2006), dirijor;
- Pavel Alaszu (1942-1995), pictor și grafician;
- Titu Andreescu (n. 1956), matematician (stabilit ulterior în SUA);
- Anton Anton (n. 1949), inginer și om politic, fost ministru al educației.

## B
- Mihai Bagiu (n. 1971), gimnast american;
- Emile Bakale (n. 1987), înotător congolez;
- Bela Bartok (n.1881,Sanicolau Mare,jud.Timis), unul dintre cei mai mari compozitori ai sec. XX;
- Alexandru T. Balaban (n. 1931), profesor, inginer și chimist, membru titular al Academiei Române;
- Iolanda Balaș (n. 1936), dublă campioană olimpică de atletism, una din cele mai valoroase săritoare la înălțime ale tuturor timpurilor;
- Mircea Baniciu (n. 1949), cântăreț și chitarist, membru al formației Phoenix;
- Reuven Baruch (1811 - 1875), rabin al comunității sefarde a evreilor turci din Viena;
- Cristina Bălan (n. 1981), cântăreață;
- Alin Berescu (n. 1980), mare maestru la șah;
- Nikolaus Berwanger (1935 - 1989), scriitor;
- Ana Blandiana (n. 1942), scriitoare și luptătoare pentru libertate civică din România;
- Mihai Brestyan (n. 1953), gimnast, antrenor;
- J. Edward Bromberg (1903 - 1951), actor american;
- Charles Bruck (1911 – 1995), dirijor;
- Diana Bulimar (n. 1995), gimnastă artistică de talie mondială.

## C
- Florin Călinescu (n. 1956), actor de teatru și de film și realizator de emisiuni de televiziune;
- Marius Căta-Chițiga (n. 1960), jucător de volei olimpic, laureat cu bronz la Jocurile Olimpice de vară din 1980 de la Moscova;
- Tiberiu Ceia (n. 1940), cântăreț;
- Paul Chinezu (1432 - 1494), comite de Timiș, conducător al trupelor bănățene, care s-a remarcat în luptele împotriva turcilor;
- Radu Ciobanu (n. 1935), scriitor;
- Corina Ciocârlie (n. 1963), eseistă și critică literară;
- Livius Ciocârlie (n. 1935), critic literar, eseist, scriitor, memorialist și profesor universitar;
- Stefan Ciosici (n. 1976), baschetbalist;
- Gheorghe Ciuhandu (n. 1947), politician, primar al Timișoarei;
- Valentin Coca (n. 1987), fotbalist;
- Ioan Mihai Cochinescu (n. 1951), scriitor, artist fotograf, regizor și muzicolog;
- Sorin Constantinescu (n. 1967), antreprenor, consultant în afaceri;
- Cosmin Contra (n. 1975), fotbalist, antrenor al echipei naționale de fotbal a Românie;
- Harry Coradini (1944 - 2017), muzician, solist al formației Progresiv TM;
- Mihai Coste (n. 1938), voleibalist;
- Zeno Coste (1907-1985), cântăreț;
- Vlad Cotuna (n. 1990), gimnast;
- Ludovic Covaci-Borbely (n. 1939), canotor;
- Nicu Covaci (n. 1947), compozitor, cântăreț, chitarist, fondator și lider al formației Phoenix;
- Alin Coțan (n. 1982), fotbalist;
- Adrian Cruciat (n. 1983), jucător de tenis;
- Miloš Crnjanski (1897-1973), renumit poet și scriitor sârb, jurnalist și diplomat.

## D
- Adrian Daminescu (n. 1956), cântăreț și compozitor;
- Ivan Deneș (1928 - 2011), scriitor, jurnalist, stabilit ulterior în Germania;
- Cristina Doboșan (n. 1943), gimnastă;
- Robert Dornhelm (n. 1947), regizor, emigrat ulterior în Austria;
- Ionel Drîmbă (1942 – 2006), scrimer olimpic, specializat pe floretă și pe sabie;
- Cătălin Drulă (n. 1981), om politic;
- Victor Dumitru (n . 1991), rugbist.

## E
- Stefan Erdélyi (1905 - 1968), șahist.

## F
- Iuliu Falb (1942 - 2009), scrimer, campion mondial, care a participat la trei ediții la Jocuri Olimpice de vară;
- Cristian Fenici (n. 1986), handbalist;
- Hans Fink (n. 1942), publicist și scriitor, emigrat în Germania;
- Cătălin Dorian Florescu (n. 1967), scriitor, emigrat în Elveția;
- Șerban Foarță (n. 1942), scriitor, traducător;
- Sándor Földes (1895-1968), scriitor, jurnalist;
- Ernő Foerk (1868-1934), arhitect;
- André François (1915-2005), grafician, emigrat în Franța;
- Peter Freund (n. 1936), fizician, stabilit ulterior în SUA;
- Roland Freund (n. 1955), sportiv la polo pe apă.

## G
- Daniela Nuțu-Gajić (n. 1957), șahistă;
- Edina Gallovits-Hall (n. 198), tenismenă;
- Ioana Gașpar (n. 1983), tenismenă;
- Mihai Gere (1919 - 1997), demnitar comunist;
- Eugen Gondi (n. 1947), baterist;
- Ernst Gotthilf (1865 - 1950), arhitect;
- Peter Gross (n. 1949), jurnalist;
- György Györfi-Deák (n. 1964), scriitor, grafician.

## H
- Arnold Hauser (istoric al artei) (1892 - 1978), istoric și sociolog de artă;
- Peter Hammer (1936 - 2006), matematician, stabilit ulterior în SUA;
- Bujor Hălmăgeanu (n. 1941), fotbalist și antrenor;
- Adolf Hirémy-Hirschl (1860 - 1933), pictor, stabilit ulterior în Italia;
- Hanno Höfer (n. 1967), regizor, actor, scenarist și muzician;
- Ioan Holender (n. 1935), cântăreț, director al Operei din Viena.

## I
- Virgil Ianțu (n. 1971), cântăreț și prezentator de televiziune;
- Francesco Illy (1892-1956), inventator al primei mașini automate de cafea, și fondator al Illycaffè.
- Iosif Ivanovici (1845-1902), dirijor și compozitor, cunoscut pentru valsul „Valurile Dunării”.

## J
- Ildikó Jarcsek-Zamfirescu (1944 - 2019), actriță, regizoare
- Oana Jurchescu (n. 1979), fizician.

## K
- Franz Xaver Kappus (1883 - 1966), jurnalist, scriitor;
- Josef Jakob Kalwo (1800 - 1875), ziarist, scriitor;
- Samuel Kastriener (1871 - 1937), ziarist, critic literar, scriitor;
- Yohan Kende (n. 1949), înotător;
- Károly Kerényi (1897-1973), filolog maghiar considerat unul dintre cei mai mari filologi ai secolului XX, inițiator al studierii moderne a mitologiei Greciei antice; istoric al religiilor.
- Klaus Kessler (1925 - 2005), medic, scriitor, jurnalist;
- Ladislau Koszta (n. 1947), înotător;
- Iosif Kiraly (n. 1957), arhitect, profesor universitar;
- Avraham Klein (n. 1934), arbitru de fotbal.
- Sabine Klimek (n. 1991), handbalistă;
- Károly Kós (1883 - 1977), arhitect, scriitor, grafician, etnograf și politician;
- Ștefan Kovács (1920-1995), antrenor al echipei Ajax Amsterdam;
- Hermann Kövess von Kövessháza (1854 - 1924), feldmareșal, ultimul comandant suprem al Armatei Comune austro-ungare.
- Erlend Krauser (n. 1958), muzician, membru al formației Phoenix;

## L
- Marius Lazurca (n. 1971), diplomat, ambasador în Republica Moldova;
- Nikolaus Lenau, (1802-1850) poet austriac, unul din clasicii poeziei germane și universale, născut lângă Timișoara, în comuna Csatad (Schadat) actualmente Lenauheim;
- Mihaela Lulea (n. 1981), canoistă paralimpică;
- George Lusztig (n. 1946), matematician, ulterior stabilit în SUA.

## M
- Bogdan Mada (n. 1989), canoist;
- Sebastian Mailat (n. 1997), fotbalist;
- Ferdinand Marschall (1924 - 2006), arbitru de fotbal;
- Johanna Martzy (1924 – 1979), violonistă;
- Margarethe Matzenauer (1881 - 1963), soprană, emigrată în SUA;
- Cristian Melinte (n. 1988), fotbalist;
- Linda-Saskia Menczel (n. 1972), artist plastic;
- Victor Mercea (1924 - 1987), fizician membru corespondent al Academiei Române;
- Claudius Florimund Mercy (1666-1734), guvernator al Banatului, a eliberat Timișoara de ocupația otomană, a reconstruit cetatea după model occidental, a colonizat-o cu șvabi și a transformat-o într-un important centru economic și capitală a Banatului;
- Zoltán Meskó (n. 1986), sportiv la fotbal american;
- Alex Mica (n. 1991), cântăreț de muzică pop/dance;
- Sorin Dan Mihalache (n. 1971), politician, europarlamentar;
- Róbert Mike (n. 1984), sportiv la canoe sprint⁠(d);
- Marius Mioc (n. 1968), scriitor și participant la Revoluția Română din 1989;
- Hans Moser (n. 1937), handbalist și antrenor;
- Iulia Motoc (n. 1967), judecător al Curții Europene a Drepturilor Omului;
- Herta Müller (n. 1953), scriitoare germană, laureată a Premiului Nobel pentru Literatură.

## N
- Virgil Nagy (1859 - 1921), inginer, profesor universitar în Budapesta;
- Ștefan Nădășan (1901 - 1967), inginer, membru titular al Academiei române;
- Dan Negru (n. 1971), prezentator de televiziune;
- Oana Nistor (n. 1983), cântăreață.

## O
- Richard Oschanitzky (1939-1979), compozitor, arrangeur, pianist și dirijor. A fost unul din cei mai cunoscuți muzicieni de jazz ai României (vezi: „Jazzfestival Richard Oschanitzky”).

## P
- Augustin Pacha (1870-1954), episcop romano-catolic de Timișoara, a apărat drepturile catolicilor din Banat în fața presiunilor naziste, într-o istorică audiență la Hitler; disident anticomunist;
- Pacha Man (n. 1976), cântăreț de hip-hop;
- Daniel-Silvian Petre (n. 1968), scriitor și muzician, solist al trupei Survolaj;
- Christine Petrovici (n. 1950), handbalistă;
- Iosif Petschovschi (1921 - 1968), fotbalist care a jucat la Echipa națională de fotbal a României.
- Reuven Pfeffermann (1936 - 2004), chirurg, stabilit în Israel;
- Cristi-Ilie Pîrghie (n. 1992), canotor;
- Toma Popescu (1954 - 2014), tenor, profesor universitar;
- Alexandru Adrian Popovici (n. 1988), fotbalist;
- Francis Dov Por (1927 - 2014), biolog, stabilit în Israel;
- Dan Potra (n. 1978), gimnast;
- Octavian-Mircea Purceld (1948 - 2013), politician, deputat.

## R
- Ferenc Radó (1921 - 1990), matematician, profesor universitar;
- Reuven Ramaty (1937 - 2001), astrofizician, stabilit în Israel apoi în SUA;
- Sandra Romain (n. 1978), actriță de filme pentru adulți, stabilită în SUA.

## S
- Marius Sadoveac (n. 1985), handbalist;
- Diet Sayler (n. 1939), pictor, plastician, stabilit în Germania;
- Erika Scharf (1929 - 2008), scriitoare;
- Elek Schwartz (1908 - 2000), jucător și antrenor de fotbal, care a activat în diverse țări vest-europene;
- Andrei P. Silard (1944 - 1993), inginer, membru corespondent al Academiei Române;
- Zeno Virgil Gheorghe Simon (1935 - 2015), chimist, membru corespondent al Academiei Române;
- Ioan Soter (1927 – 1987), atlet;
- Andre Spitzer (1945 - 1972), maestru de scrimă;
- Dana Stana (n. 1970), pictor și grafician;
- Silviu Stănculescu (1932 - 1998), actor, deputat în Matra Adunare Națională;
- Franz Storch (1927 - 1982), scriitor;
- Sándor Szana (1868 - 1926), medic, stabilit ulterior în Ungaria;
- László Székely (1877-1934), primul arhitect-șef al Timișoarei, autorul unui mare număr de clădiri semnificative din istoria orașului;
- Julieta Szönyi (n. 1949), actriță.

## Ș
- Alexandru Șumski (1933-2022), compozitor, dirijor și profesor universitar
- Carmen Șerban (n. 1971), cântăreață de muzică etno și de petrecere;
- Alexandru Șimicu (n. 1988), handbalist;
- Aurel Șunda (n. 1957), fotbalist.

## T
- Ovidiu Tender (n. 1956), Om de afaceri
- Alexander Tal (1932 - 2005), violonist, unul din fondatorii „Noului cvartet israelian”;
- Mihai Tänzer (1905 - 1993), fotbalist;
- Pelbartus Ladislaus de Temesvar (1430-1504), filosof creștin, care a activat în cetatea Buda, la curtea regelui Matia Corvin;
- Anca Todoni (n. 2004), tenismenă;
- Tiberiu Toró (n. 1957), politician; a înființat Partidul Popular Maghiar din Transilvania;
- Dorin Tudoran (n. 1945), blogger, eseist, poet, publicist și disident politic;
- Alexandru Tyroler (1891-1973), primul campion de șah al României;
- María Gizella Tunkl-Iturbide (1912-1999), membru al Casei Imperiale de Mexic și mama lui Maximilian von Götzen-Iturbide, actualul pretendent al tronului.

## Ț
- Petru Țurcaș (n. 1976), fotbalist.

## U
- Béla Uitz (1887 - 1972), artist plastic maghiar;
- Timotei Ursu (n. 1939), regizor.

## V
- Pavel Vasici-Ungureanu (1806 - 1881), medic, scriitor, membru titular al Academiei Române;
- András Vetró (n. 1948), sculptor;
- Artur Vetro (1919 - 1992), sculptor, pictor și grafician;
- Elena Vintilă (n. 1946), atletă.

## W
- Paul Weiner (n. 1947), compozitor, muzician și pianist;
- Johnny Weissmüller (1904-1984), sportiv, actor, faimos pentru rolul său de Tarzan.

## Y
- Myriam Yardeni (1932 - 2015), specialistă în istorie, stabilită în Israel;

## Z
- Samuel Zauber (1901 - 1986), fotbalist.